# Pál Szmrecsanyi
Pál Zsigmond Félix BenjáminSzmrecsanyi (szmrecsányi Szmrecsanyi Pál en hongrois) (1846-1908), est un prélat hongrois. 

## Biographie
Issu d'une fratrie de quinze enfants, il est le fils de Jenő Szmrecsányi (1812-1887) et de Mária, née baronne Berzeviczy (1819-1888). Ordonné prêtre en 1869, Pál Szmrecsanyi est nommé évêque du diocèse de Szepes en 1891 puis de Nagyvárad en 1903. Il fut également membre de la chambre des Magnats (Chambre Haute) et conseiller privé (titkos tanacsos, 1903).

## Galerie

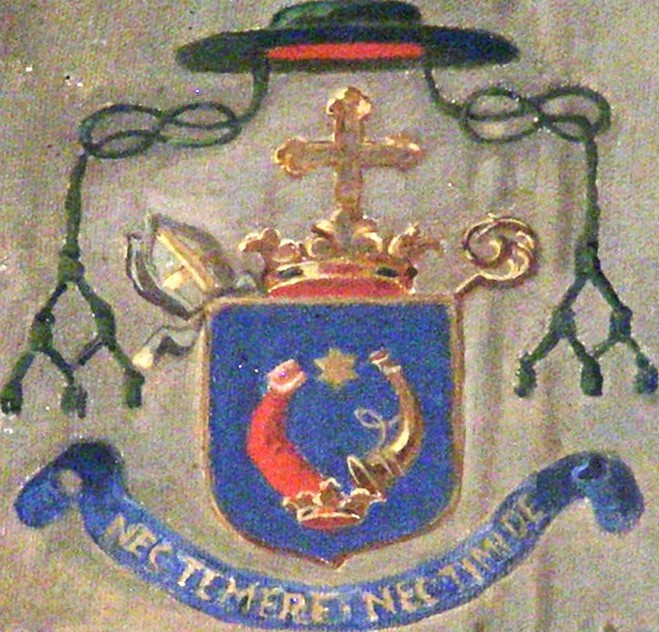
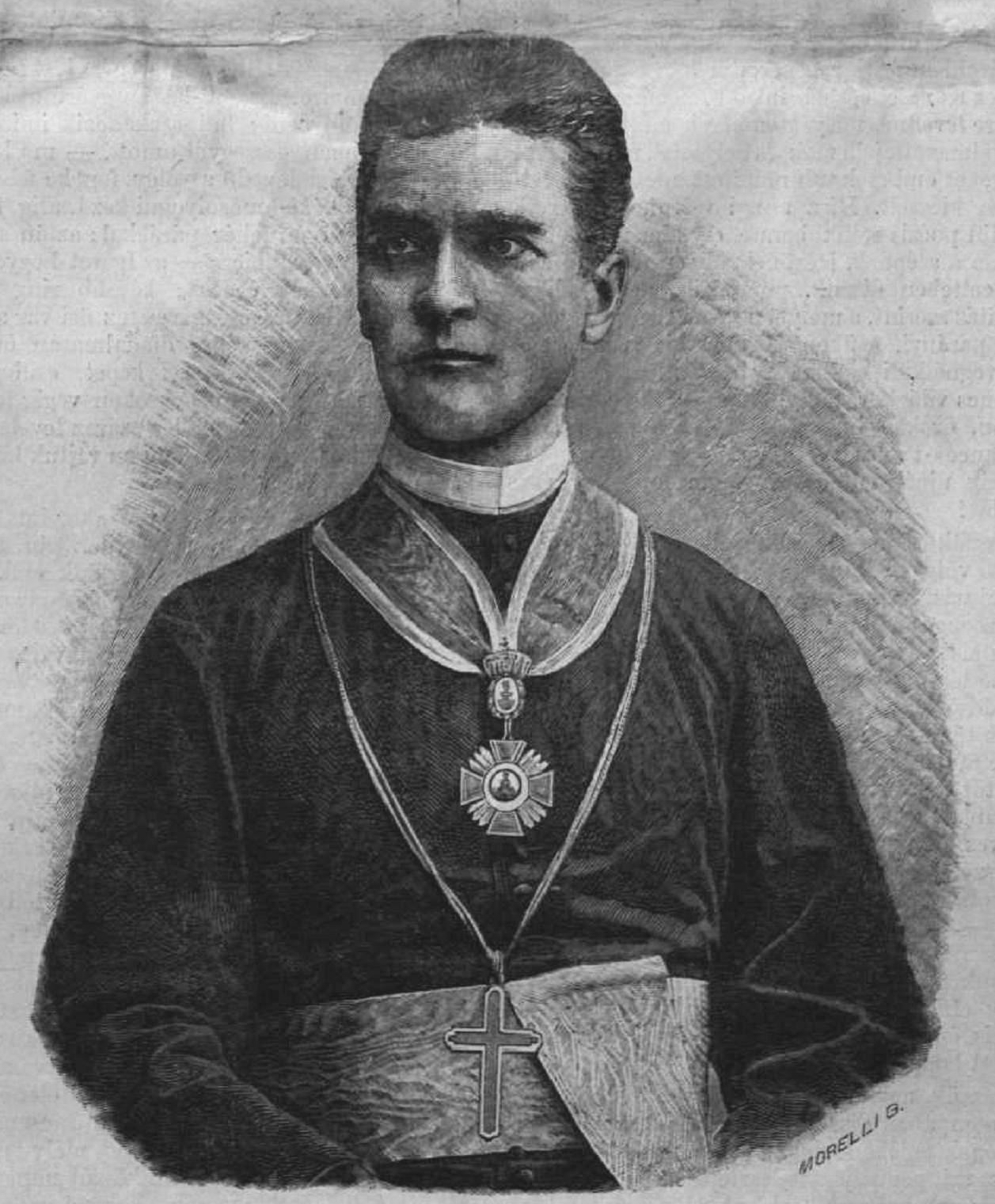
En 1891
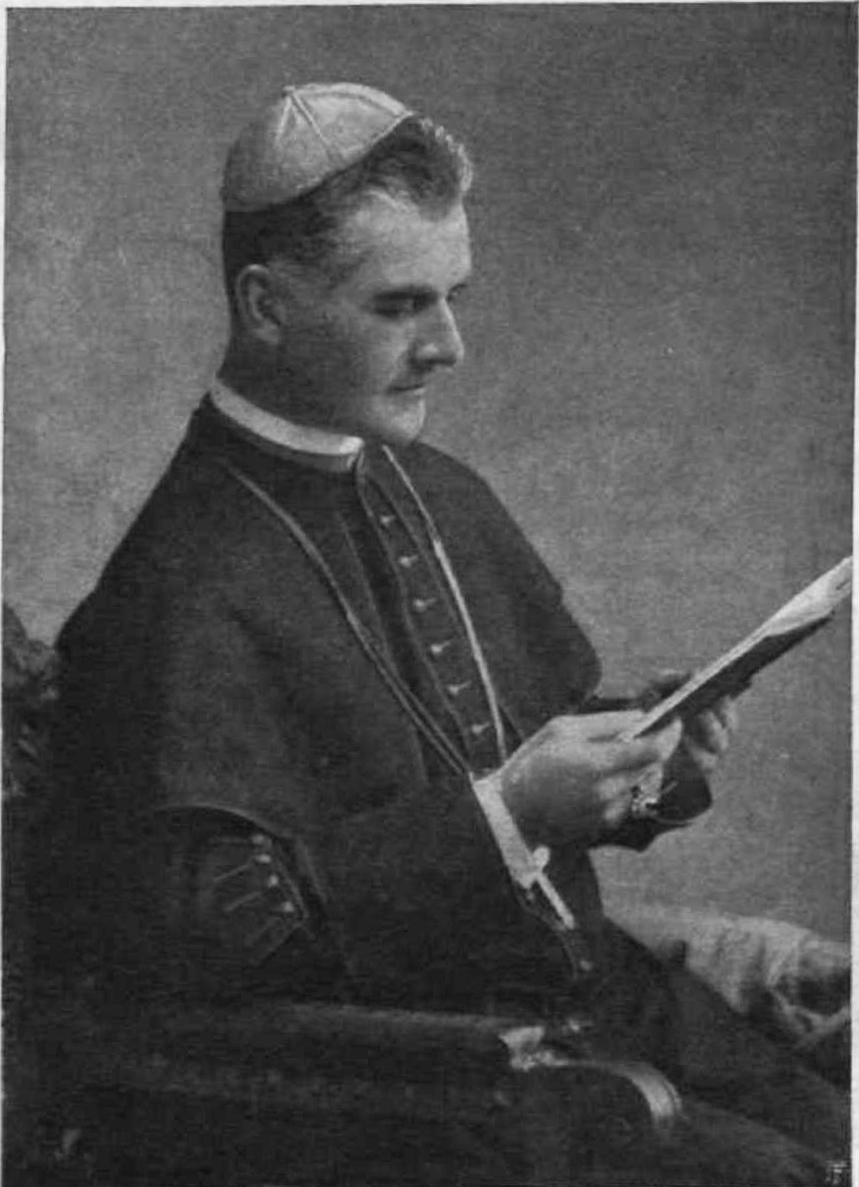
En 1903